# Evan Low

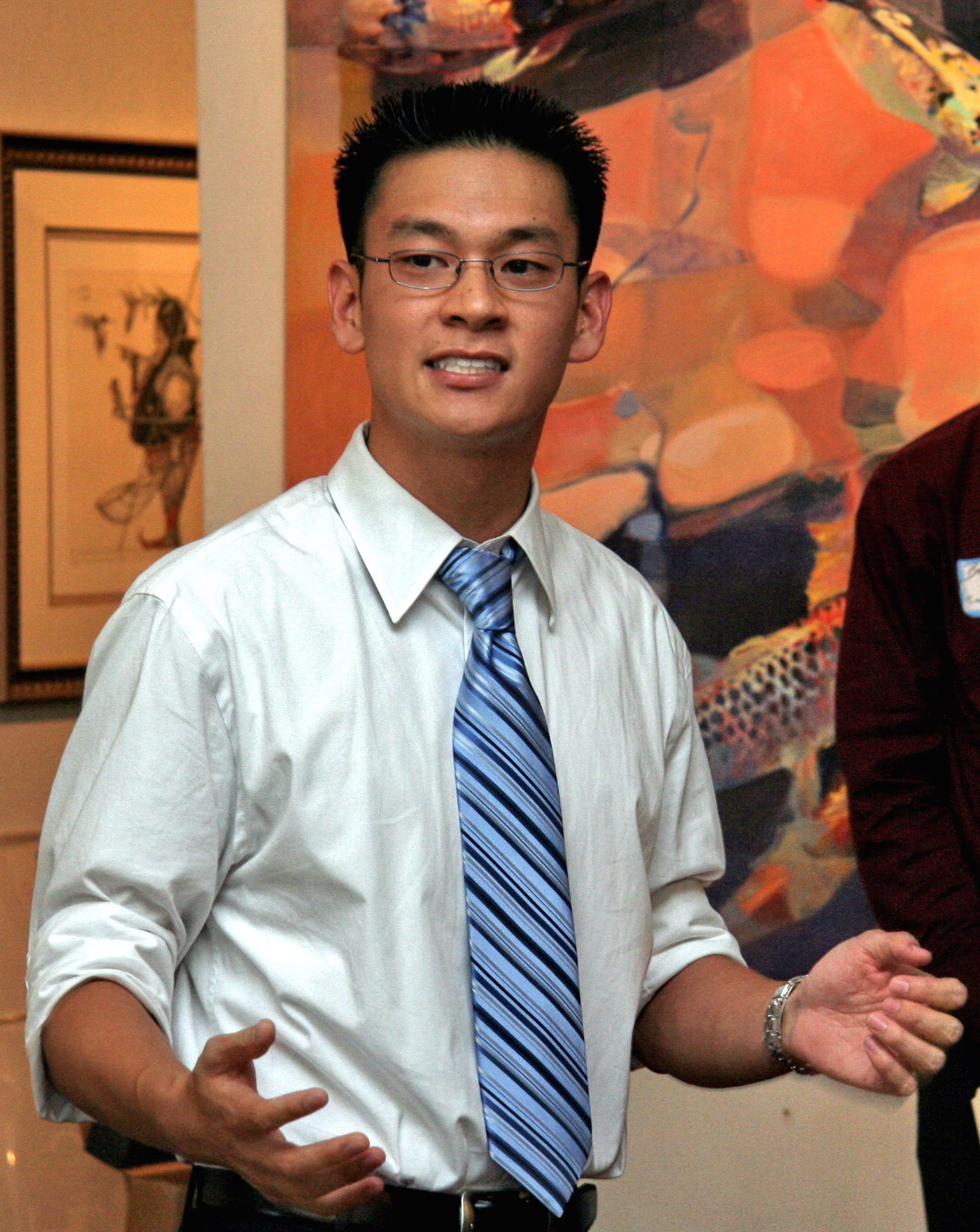
Evan Low (2006)

Evan Low (* 5. Juni 1983 in San José) ist ein US-amerikanischer Politiker der Demokratischen Partei.

## Leben
Low studierte an der San José State University Politikwissenschaften. Von Dezember 2010 bis 2014 war er als Nachfolge von Michael Kotowski Bürgermeister von Campell.
Seit 2014 ist Low als Nachfolger von Paul Fong in seinem Wahlbezirk Abgeordneter der California State Assembly. Er wohnt in Campell, Kalifornien. Low ist offen homosexuell.